# Wunderkammer (album)
Wunderkammer è un album del gruppo statunitense Fantômas, pubblicato nel 2014.
Si tratta di un cofanetto contenente le ristampe dei quattro album componenti la loro discografia in studio riedita su vinile con delle copertine disegnate per l'occasione differenti da quelle originali. In aggiunta ai quattro album il box contiene anche una cassetta con le registrazioni demo autoprodotte, suonate e registrate dal solo Mike Patton realizzate per essere consegnate agli altri componenti del gruppo per consentire loro di imparare i brani.

## Tracce

### Cassetta:Fantômas – Book 1 Sketches(demo)

#### Lato A
1. Page 1 – 1:44
2. Page 2 – 1:32
3. Page 3 – 1:28
4. Page 4 – 5:17
5. Page 5 – 0:58
6. Page 6 – 1:06
7. Page 7 – 1:03
8. Page 8 – 0:55
9. Page 9 – 1:25
10. Page 10 – 1:13
11. Page 11 – 2:15
12. Page 12 – 1:56
13. Page 13 – 1:01
14. Page 14 – 0:55
15. Page 15 – 6:12
16. Page 16 – 1:45
17. Page 17 – 0:30
18. Page 18 – 1:14

Durata totale: 32:29

#### Lato B
1. Page 19 – 2:40
2. Page 20 – 0:51
3. Page 21 – 0:50
4. Page 22 – 1:04
5. Page 23 – 1:40
6. Page 24 – 1:27
7. Page 25 – 1:13
8. Page 26 – 1:16
9. Page 27 – 1:37
10. Page 28 – 1:35
11. Page 29 – 1:11
12. Page 30 – 0:32

Durata totale: 15:56

### LP:Fantômas

#### Lato A
1. Page One – 1:33
2. Page Two – 1:38
3. Page Three – 1:08
4. Page Four – 4:22
5. Page Five – 0:45
6. Page Six – 1:11
7. Page Seven – 0:54
8. Page Eight – 1:01
9. Page Nine – 0:47
10. Page Ten – 1:20
11. Page Eleven – 0:53
12. Page Twelve – 1:58
13. Page Thirteen – 0:03
14. Page Fourteen – 2:11
15. Page Fifteen – 2:13

#### Lato B
1. Page Sixteen – 0:57
2. Page Seventeen – 0:50
3. Page Eighteen – 5:06
4. Page Nineteen – 1:21
5. Page Twenty – 0:29
6. Page Twentyone – 0:38
7. Page Twentytwo – 2:11
8. Page Twentythree – 0:56
9. Page Twentyfour – 0:52
10. Page Twentyfive – 0:52
11. Page Twentysix – 1:15
12. Page Twentyseven – 1:37
13. Page Twentyeight – 1:35
14. Page Twentynine – 1:11
15. Page Thirty – 0:33

### LP:The Director's Cut

#### Lato A
1. The Godfather – 2:47 (Nino Rota)
2. Der Golem – 2:39 (Karl Ernst Sasse)
3. Experiment in Terror – 2:42 (Henry Mancini)
4. One Step Beyond – 2:57 (Harry Lubin)
5. Night of the Hunter (Remix) – 0:59 (Walter Schumann)
6. Cape Fear – 1:48 (Bernard Herrmann)
7. Rosemary's Baby – 3:21 (Krzysztof Komeda)
8. The Devil Rides Out (Remix) – 1:39 (James Bernard)
9. Spider Baby – 2:26 (Ronald Stein)

#### Lato B
1. The Omen (Ave Satani) – 1:50 (Jerry Goldsmith)
2. Henry: Portrait of a Serial Killer – 3:08 (Robert McNaughton)
3. Vendetta – 2:04 (John Barry)
4. Investigation of a Citizen Above Suspicion – 4:01 (Ennio Morricone)
5. Twin Peaks: Fire Walk With Me – 3:29 (Angelo Badalamenti)
6. Charade – 3:05 (Henry Mancini)

### LP:Delìrium Còrdia
Delìrium Còrdia  è un album composto da un'unica traccia di 74:17 minuti nella ristampa questa è stata divisa in quattro parti incise sui quattro lati di due LP.

#### Lato A
1. Surgical Sound Specimen From The Museum Of Skin (Prima Parte)

#### Lato B
1. Surgical Sound Specimen From The Museum Of Skin (Seconda Parte)

#### Lato C
1. Surgical Sound Specimen From The Museum Of Skin (Terza Parte)

#### Lato D
1. Surgical Sound Specimen From The Museum Of Skin (Quarta Parte)

### LP:Suspended Animation

#### Lato A
1. 04/01/05 - Friday – 0:34
2. 04/02/05 - Saturday – 2:10
3. 04/03/05 - Sunday – 1:45
4. 04/04/05 - Monday – 1:32
5. 04/05/05 - Tuesday – 0:33
6. 04/06/05 - Wednesday – 2:25
7. 04/07/05 - Thursday – 1:08
8. 04/08/05 - Friday – 1:09
9. 04/09/05 - Saturday – 1:17
10. 04/10/05 - Sunday – 2:19
11. 04/11/05 - Monday – 2:17
12. 04/12/05 - Tuesday – 1:15
13. 04/13/05 - Wednesday – 1:31
14. 04/14/05 - Thursday – 2:20

#### Lato B
1. 04/15/05 - Friday – 0:39
2. 04/16/05 - Saturday – 0:49
3. 04/17/05 - Sunday – 0:45
4. 04/18/05 - Monday – 0:47
5. 04/19/05 - Tuesday – 0:40
6. 04/20/05 - Wednesday – 1:49
7. 04/21/05 - Thursday – 1:39
8. 04/22/05 - Friday – 2:05
9. 04/23/05 - Saturday – 0:58
10. 04/24/05 - Sunday – 1:48
11. 04/25/05 - Monday – 0:31
12. 04/26/05 - Tuesday – 1:31
13. 04/27/05 - Wednesday – 1:12
14. 04/28/05 - Thursday – 1:30
15. 04/29/05 - Friday – 1:28
16. 04/30/05 - Saturday – 3:08